# Piper guazacapanense
Piper guazacapanense är en pepparväxtart som beskrevs av Trel. & Standley. Piper guazacapanense ingår i släktet Piper och familjen pepparväxter. Inga underarter finns listade i Catalogue of Life.